# Probopyrione plana
Probopyrione plana är en kräftdjursart som beskrevs av M. Bourdon1983. Probopyrione plana ingår i släktet Probopyrione och familjen Bopyridae. Inga underarter finns listade i Catalogue of Life.